# José Pérez Carabia
José Pérez Carabia ( 1910 - ? ) fue un destacado naturalista, botánico, y taxónomo cubano.
Cofundó, trabajó y fue docente por largos años del Jardín Botánico Nacional de Cuba de la Universidad de La Habana, y en las expediciones cubano-alemanas “Alexander von Humbodt”, de 1967 a 1968. En el diseño del Jardín botánico participó el Prof. Dr. Johannes Bisse de la Universidad Friedrich Schiller de Jena, Alemania.

## Algunas publicaciones
- s. Castillo, j.p. Carabia. 1982. Ecología de la vegetación de dunas

- j.p. Carabia. 1945. The vegetation of Sierra de Nipe, Cuba. Ecol. Monog. 15(4): 321-341

- ---------------. 1945. A brief review of the Cuban flora. En "Plants and plant science in Latin America". Ed. F. Verdoom. pp. 68-70

## Honores
- 1940: beca Guggenheim[1]

- La abreviatura «Carabia» se emplea para indicar a José Pérez Carabia como autoridad en la descripción y clasificación científica de los vegetales.[2]

Sus identificaciones y clasificaciones de las nuevas especies que descubrió, las publicaba habitualmente en : Mem. Soc. Cub. Hist. Nat. "Felipe Poey"; Caribbean Forest.; Ecol. Monogr.; Contr. Ocas. Mus. Hist. Nat. Colegio "De La Salle".